# ATC D02 – Bőrlágyító- és védőanyagok
Az ATC D02 – Bőrlágyító- és védőanyagok a gyógyszerek anatómiai, gyógyászati és kémiai osztályozási rendszerének (ATC) egyik alcsoportja.
| ATC D   | Bőrgyógyászati készítmények                                              |
| ------- | ------------------------------------------------------------------------ |
| ATC D01 | Gombás fertőzések elleni bőrgyógyászati szerek                           |
| ATC D02 | Bőrlágyító- és védőanyagok                                               |
| ATC D03 | Sebek és fekélyek kezelésére használt készítmények                       |
| ATC D04 | Viszketés elleni szerek, beleértve: antihisztaminok, érzéstelenítők stb. |
| ATC D05 | Pszoriázis elleni szerek                                                 |
| ATC D06 | Antibiotikumok és kemoterapeutikumok bőrgyógyászati használatra          |
| ATC D07 | Kortikoszteroidok, bőrgyógyászati készítmények                           |
| ATC D08 | Antiszeptikumok és fertőtlenítők                                         |
| ATC D09 | Gyógyászati kötszerek                                                    |
| ATC D10 | Acne elleni készítmények                                                 |
| ATC D11 | Egyéb bőrgyógyászati készítmények                                        |

## D02A Bőrlágyító- és védőanyagok

### D02AE – Karbamidtartalmú készítmények
| ATC     | Magyar              | INN                 | Gyógyszerkönyv |
| ------- | ------------------- | ------------------- | -------------- |
| D02AE01 | Karbamid            | Carbamide           | Ureum          |
| D02AE51 | Karbamid, keverékek | Karbamid, keverékek |                |

## D02B –Ultraibolya sugárzásellen védő anyagok

### D02BA– Alkalmanként használtultraibolya sugárzásellen védő anyagok
| ATC     | Magyar         | INN               | Gyógyszerkönyv          |
| ------- | -------------- | ----------------- | ----------------------- |
| D02BA01 | Aminobenzoesav | Aminobenzoic acid | Acidum 4-aminobenzoicum |
| D02BA02 | Oktinoxát      | Octinoxate        |                         |

### D02BB– Rendszeresen használtultraibolya sugárzásellen védő anyagok
| ATC     | Magyar       | INN           | Gyógyszerkönyv |
| ------- | ------------ | ------------- | -------------- |
| D02BB01 | Béta-karotin | Betacarotene  | Betacarotenum  |
| D02BB02 | Afamelanotid | Afamelanotide |                |